# Nicolaus I Bernoulli
Nicolaus Bernoulli; (imię spotykane także w formie Nicolas lub Nikolas; polski odpowiednik – Mikołaj); (ur. 21 października 1687 w Bazylei, zm. 29 listopada 1759, tamże) – szwajcarski matematyk, bratanek Jakuba i Johanna Bernoullich.

## Życiorys
W 1704 ukończył studia na Uniwersytecie Bazylejskim, a pięć lat później uzyskał tam doktorat za pracę z dziedziny teorii prawdopodobieństwa. W 1716 objął katedrę fizyki na uniwersytecie w Padwie; zajmował się tam m.in. równaniami różniczkowymi i geometrią. W 1722 wrócił do Szwajcarii, gdzie na swoim macierzystym uniwersytecie objął katedrę logiki.
Największe osiągnięcia Mikołaja Bernoulliego zawarte są w jego korespondencji, zwłaszcza z francuskim matematykiem Piotrem de Montmort. W listach tych jako pierwszy opisał problem tzw. paradoksu petersburskiego (choć nazwa – podobnie jak rozwiązanie tego zagadnienia – pochodzi od jego kuzyna Daniela). Mikołaj Bernoulli utrzymywał też kontakty z Godfrydem Leibnizem i Leonardem Eulerem.